# 神奈川県立新栄高等学校
神奈川県立新栄高等学校（かながわけんりつしんえいこうとうがっこう）は、神奈川県横浜市都筑区新栄町に所在するの公立高等学校。

## 沿革
- 1983年6月2日 - 設立。

## 部活動
- 運動部
  - 野球、陸上競技、バレーボール、バスケットボール、サッカー、バドミントン、テニス、ソフトテニス(令和3年にて部に昇格)、弓道、卓球、水泳、ハンドボール
- 文化部
  - バンド、吹奏楽、イラスト、ESS、写真、美術、茶道、ダンス、文藝、パソコン、天文学
- 同好会
  - 演劇

## 旧学区
2005年度の学区撤廃以前は横浜北部学区に属していた。所属学校は以下の通り。
- 神奈川県立市ヶ尾高等学校
- 神奈川県立荏田高等学校
- 神奈川県立川和高等学校
- 神奈川県立霧が丘高等学校
- 神奈川県立新栄高等学校
- 神奈川県立田奈高等学校
- 神奈川県立白山高等学校
- 神奈川県立元石川高等学校

## 交通
出典 : 
| 乗車駅                   | 系統 | 下車停留所                 | 運行事業者 |
| ------------------------ | ---- | -------------------------- | ---------- |
| グリーンライン東山田駅   | 302  | 「新栄高校前」             | ■横浜市営  |
| ブルーライン新横浜駅     | 300  | 「新栄高校南口」、徒歩10分 | ■横浜市営  |
| ブルーラインセンター南駅 | 318  | 「新栄高校南口」、徒歩10分 | ■横浜市営  |
| 東急東横線 綱島駅        | 綱71 | 「新栄高校北口」、徒歩10分 | ■東急      |

徒歩
- 横浜市営地下鉄ブルーライン仲町台駅より、徒歩10分

## 著名な出身者
- 斉藤光毅 - （プロサッカー選手）
- 吉尾海夏 - （プロサッカー選手、横浜F・マリノス・MF）
- 山田新 - （プロサッカー選手）
- 飯尾一慶 - （プロサッカー選手、沖縄SV・FW）
- 天野貴史 - （プロサッカー選手、横浜F・マリノス・MF）
- 公家明日香 - （女子ラグビー選手）
- 植木秀美 - （声優）
- 渋谷桃子 - （女優）
- 白川裕二郎 - （元大相撲力士、俳優、歌手、歌謡コーラスグループ｢純烈｣メンバー）